# Ymre Stiekema
Ymre Stiekema (3 de mayo de 1992) es una modelo neerlandesa.

## Carrera
A la edad de quince años, empezó una carrera en el modelaje cuando quedó segunda en la final de Elite Model Look en abril de 2008 en Praga.  Esto le aportó un contrato de 100.000 euros. Ganó los premios "Modelo Neerlandesa" en Ámsterdam el 22 de mayo de 2008.  Poco después, firmó un contrato con la marca Prada.  Stiekema también ha modelado para Jason Wu, Dior, y Donna Karan, y aparecido en editoriales para Vogue.

## Vida personal
Stiekema reside en Tolbert. En diciembre de 2012 Ymre dio a luz a su primer hijo, una niña llamada Lymée Anna Komdeur.